# 지배하라 브리타니아여
《룰 브리타니아》(Rule, Britannia!)는 영국의 비공식 국가이자, 영국군의 군가(행진곡)이다.

## 역사
1739년 에드워드 버논경(Sir Edward Vernon)이 이끄는 영국 해군은 스페인령 파나마의 포르토벨로에서 스페인 해군을 상대로 대승을 거두었다. 이로써, 영국은 프랑스, 스페인 그리고 포르투갈을 물리치고 명실상부한 해양제국으로 발돋움하는 순간이었다.
동시에 수많은 영국의 해양제국을 찬양하는 작품들이 발표되기 시작했다. 그 중 하나가 시인 제임스 톰슨 (James Thompson)이 쓴 Rule Britannia 인데. 이 가사에 토마스 아르네 (Thomas Arne)가 쓴 가극 오페라 '알프레드 대왕'에 나오는 피날레 합창의 음을 적용시켜 오늘날의 'Rule Britannia!'가 되었다. 이 음악은 영국의 중요한 국가행사 때마다 울려퍼졌고. 곧 영국을 상징하는 비공식 국가로 자리잡았다. (영국의 국가는 왕정복고 때부터 '신이여 여왕을 보호하소서'였다.)
루트비히 반 베토벤의 교향곡, '웰링턴의 승리'에서는 이 선율이 영국군을 나타내기위해 쓰였다. 특히 후렴구 "지.배.하라,브리타아-니아 파도를 지배하라!"는 영국해군의 상징적인 문구가 되었다. 또한 베토벤은 이 노래를 이용, 룰 브라타니아에 대한 다섯 변주곡(Five Variations on Rule Britannia!)을 쓰기도 했다.
그러나 오늘날 이 노래는 공적인 장소에서 기피되고 있는데, 그 이유는 이 노래의 가사가 제국주의적 가사로 여겨지기 때문이다. 특히 2절(그대만큼 축복받지 못한 나라들...반드시 그들의 몰락으로)은 많은 논란을 불러일으켰고, 오늘날 2절은 생략되어 불린다.

## 가사
1
When Britain first, at Heaven's command
Arose from out the azure main;
Arose from out the azure main,
This was the charter, the charter of this land,
And guardian angels sung this strain:
"Rule, Britannia! Britannia rule the waves:
"The Britons never will be slaves."
1
브리튼(영국)이 천명에 의해,
푸른 망망대해로부터 솟아났을 때
그 땅에 내려진 헌장 있었네,
또한 수호천사들은 이 선율을 노래했다네
(후렴)"지배하라 브리타니아! 파도를 지배하라!"
"영국인은 결코 노예로 살지 않으리라!"

2
The nations, not so blest as thee,
Must, in their turns, to tyrants fall;
While thou shalt flourish great and free,
The dread and envy of them all.
"Rule, Britannia! rule the waves:
"Britons never will be slaves."
2
그대만큼 축복받지 못한 국가들은,
반드시 차례로 그들의 폭군의 파멸로 이르리니,
그대가 위대하고, 자유로이 번성할 동안
다른 국가 모두에 두려움과 선망의 대상 될지니!
(후렴)"지배하라 브리타니아! 파도를 지배하라!"
"영국인은 결코 노예로 살지 않으리라!"

3
Still more majestic shalt thou rise,
More dreadful, from each foreign stroke;
As the loud blast that tears the skies,
Serves but to root thy native oak.
"Rule, Britannia! rule the waves:
"Britons never will be slaves."
3
여전히 위엄 있게 일어설 그대여!
외세의 일격으로부터 더욱 강해지리!
하늘을 찢을 천둥마저도
그대 토양의 떡갈나무만 더욱 단단히 뿌리내리게 하리라.
"지배하라 브리타니아! 파도를 지배하라!"
"영국인은 결코 노예로 살지 않으리라!"

4
Thee haughty tyrants ne'er shall tame:
All their attempts to bend thee down,
Will but arouse thy generous flame;
But work their woe, and thy renown.
"Rule, Britannia! rule the waves:
"Britons never will be slaves."
4
고집 센 폭군들은 그대를 절대 굴복시키지 못하리:
그대를 꺾기 위한 그들의 모든 시도마저도,
단지 그대의 자애로운 불꽃만 더욱 키우리라
허나 그들의 고통을 어루만지라, 그대의 고명은 더욱 높아질테니!

(후렴)"지배하라 브리타니아! 파도를 지배하라!"
"영국인은 결코 노예로 살지 않으리라!"

5
To thee belongs the rural reign;
Thy cities shall with commerce shine:
All thine shall be the subject main,
And every shore it circles thine.
"Rule, Britannia! rule the waves:
"Britons never will be slaves."
5
그대에게 농업의 지배가 있으니,
그대의 도시는 통상을 통해 빛나리라:
그대의 모든 것은 본토에 속할지니.
세계의 모든 해안은 그대를 돌리라!

(후렴)"지배하라 브리타니아! 파도를 지배하라!"
"영국인은 결코 노예로 살지 않으리라!"

6
The Muses, still with freedom found,
Shall to thy happy coast repair;
Blest Isle! With matchless beauty crown'd,
And manly hearts to guard the fair.
"Rule, Britannia! rule the waves:
"Britons never will be slaves."
6
시신(詩神)들이 여전히 자유를 찾을 수 있는 곳,
그대의 즐거운 해안으로 모이는도다
축복받은 섬이여, 비견될 데 없는 미를 계관받은 곳!
사내다운 마음으로 어여쁜 자를 지키는도다

(후렴)"지배하라 브리타니아! 파도를 지배하라!"
"영국인은 결코 노예로 살지 않으리라!"
역자 주
그대-이 시를 통틀어 쓰이는 그대(Thou, Thy, Thee)는
모두 영국을 상징하는 여신 브리타니아(Britannia)를 상징한다.
5절 4줄-영국은 세계를 지배하여 모든 세계의 해안이 영국땅이 될 것이라는 뜻.
시신-그리스 신화의 시와 음악의 여신, 뮤즈(Muse)를 나타낸다.